# Žuta ruža (album)

Žuta ruža je kompilacijski album hrvatske džez i rok pevačice Zdenke Kovačiček, koji je 1996. objavila diskografska kuća Orfej.

Kompilacija sadrži njen izbor festivalskih i radijskih kompozicija koje su snimljene u vremenu od 1959. do 1995. godine.

## Popis pesama
1. "Žuta ruža"
2. "Mali biserni slap"
3. "On"
4. "Budi spreman (Get ready)"
5. "Kada prođe noć"
6. "Između nekad i sad"
7. "Doviđenja"
8. "Dani ljubavi, dani mržnje"
9. "Kada se voli"
10. "Sad ti kao nije stalo"
11. "Zbog jedne melodije davne"
12. "Otkriće"
13. "Moj svijet se ruši"
14. "Ljubav ili šaka"
15. "Korak do sna"
16. "Zagrli me"